# Галерија грбова Летоније
Галерија грбова Летоније обухвата актуелни грб Летонске Републике, као и њене историјске грбове, те грбове њених округа.

## Актуелни грб Летоније
- Већи грб
 Летонске Републике 
 (1991– )
- Средњи грб
 Летонске Републике 
 (1991– )
- Мањи грб
 Летонске Републике 
 (1991– )

## Историјски грбови Летоније
- Грб
 Надбискупа Риге 
 (1186–1561)
- Грб
 Ливонског војводства 
 (1561–1621)
- Грб
 Пољске Ливоније 
 (1621–1772)
- Грб
 Шведске Ливоније 
 (1629–1721)
- Грб
 Курландије-Семигалије
- Грб
 Курландије-Семигалије
- Грб
 Курландске губерније
- Грб
 Ливонске губерније 
 (1721–1918)
- Грб
 Обер Оста 
 (1914–1919)
- Грб
 Курландије-Семигалије 
 (1918)
- Грб
 Прве Летонске ССР 
 (1918–1920)
- Грб
 Летонска републике 
 (1919—1940)
- Грб
 Летонске ССР 
 (1940—1978)
- Грб
 Летонске ССР 
 (1978—1990)

## Грбови округа Летоније

### Грбови градова са регионалном јурисдикцијом
- Грб
 Валмијере
- Грб
 Вентспилса
- Грб
 Даугавпилса
- Грб
 Јекабпилса
- Грб
 Јелгаве
- Грб
 Јурмале
- Грб
 Лијепаје
- Грб
 Резекнеа
- Грб
 Риге

### Грбови регионалних градова
- Ајнажи
- Ајзкраукле
- Ајзпуте
- Акнисте
- Алоја
- Алуксне
- Балдоне
- Баложи
- Балви
- Бауска
- Брочени
- Валдемарпилс
- Валка
- Валмиера
- Вангажи
- Варакљани
- Виесите
- Виљака
- Виљани
- Гробиња
- Гулбене
- Дагда
- Добеле
- Дурбе
- Зилупе
- Икшкиле
- Илуксте
- Јунелгава
- Јекапилс
- Калнцијемс
- Кандава
- Карсава
- Кулдига
- Кегумс
- Лијелварде
- Лигатне
- Лимбажи
- Ливани
- Лубана
- Лудза
- Мадона
- Мазсалаца
- Огре
- Олајне
- Павилоста
- Пилтене
- Плавињас
- Прејли
- Пријекуле
- Рујијена
- Сабиле
- Салацгрива
- Саласпилс
- Салдус
- Саулкрасти
- Седа
- Сигулда
- Скрунда
- Смилтене
- Стајцеле
- Стенде
- Стренчи
- Субате
- Талси
- Тукумс
- Цесис
- Цесвајне